# Orlu (Eure-et-Loir)
Orlu – miejscowość i dawna gmina we Francji, w Regionie Centralnym-Dolina Loary, w departamencie Eure-et-Loir. W 2013 roku jej populacja wynosiła 39 mieszkańców. 
1 stycznia 2016 roku połączono dwie wcześniejsze gminy: Gommerville oraz Orlu. Siedzibą gminy została miejscowość Gommerville, a nowa gmina przyjęła jej nazwę. 